# Jean Baptiste Lalangue
Jean Baptiste Lalangue, magyarosan La Langue János (Matton, Luxemburg, 1743. – Varasd, 1799.) orvosdoktor, megyei orvos.

## Élete
Bécsben hallgatta az orvostudományokat és ott nyert orvosdoktori oklevelet; különösen megnyerte Van Swieten kegyét, aki az ügyes orvost Mária Terézia figyelmébe ajánlotta, és ez őt kegyeiről biztosította. Varasd vármegye orvosának kineveztetvén, a horvát nyelvet tökéletesen elsajátította és ezen nyelven írt népszerű munkával a külföld figyelmét is magára vonta. Az ő megérkezése után fejlődött ki a modern gyógyászat Varasdfürdőn, a fürdőben állandó orvosi felügyeletet vezetett be.

## Munkái
- Disserttio inaug. anatomica neuralgiam sistens. Königsberg, 1770.
- Medicina ruralis ... 1776.
- Vractva ladanjska za botrebocu nuzev is siromakov horvatskoga orsaga. Zágráb, 1776. I. rész. (Népszerű orvosi könyv a falunépe és betegek számára.)
- Brevis institutio de re obstetritia, illiti kratek navuk od meztrie pupkorezne. Uo. 1777. (Rövid oktatás a szülészethez.)
- Tractatus de aquis medicatis regnorum Croatiae et Slavoniae ... Uo. 1779. (Ugyanez horvátul. Uo. 1779.)
- Nacim jabule zemelske saditi. Uo. 1779. (Utmutatás a burgonyatenyésztésre.)
- De aquis Hungariae medicatis. Nagy-Károly, 1783. (Magyarul: A magyarországi orvosvizekről és a betegségek és a betegségekben azokkal való élésnek szabott módjairól a szegényeknek kedvekért. Uo. 1783.)